# Église Sainte-Foy de La Clusaz
L’église Sainte-Foy de La Clusaz est un édifice religieux catholique, situé en Haute-Savoie, sur la commune de La Clusaz.

## Historique
Si l'apparition de l'église primitive n'est pas complètement connue, le fait qu'elle soit placée sous le patronage de la sainte martyrisée, Foy d'Agen, permettrait d'indiquer une fondation au Xe siècle, selon les archives paroissiales, qui précisent « qu'elle choisit pour patronne sainte Foy au moment où ses miracles firent adopter son culte par plusieurs diocèses, et surtout par celui d'Annecy ».
L'église est reconstruite partiellement et agrandie en 1821, d'après les plans de Camille Ruphy. 
Le clocher, édifié entre 1751 et 1762 est laissé intact. En 1872, il est élevé d'une flèche à bulbe qui le porte à la hauteur de 48 mètres.
En 1974, l'église est entièrement reconstruite selon un projet du cabinet Lagache-Gignoux-Neyrinck. L’inauguration a lieu le 13 juillet 1975.

## Description

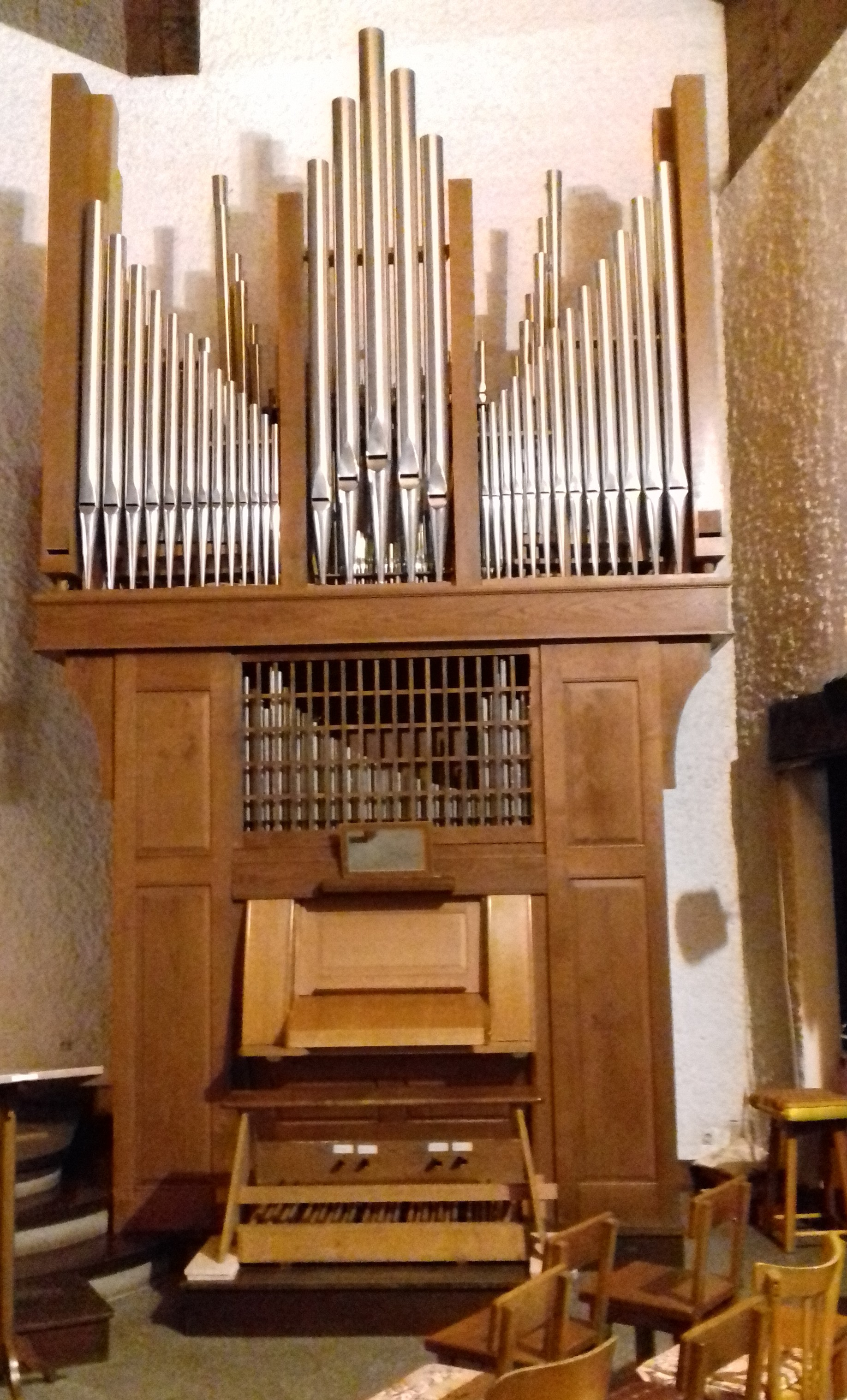
L'orgue.

L'artiste savoyard, Jean Constant Demaison, est l'auteur de la cène-autel.
L'orgue a été installé en 1986.